# Баден (Швајцарска)
Баден (фр. Baden, итал. Baden) је град у северној Швајцарској. Баден се налази у оквиру кантона Аргау.
Баден и суседни град Бруг чине једну од највећи урбаних целина у оквиру Швајцарске.
Баден је и значајна бања у Швајцарској, по чему је добио назив.

## Природне одлике
Баден се налази у северној делу Швајцарске, близу границе са Немачком - 10 km северно од града. Од најближег већег града, Цириха град је удаљен 25 km северозападно.
Рељеф: Баден се налази у области плодне и густо насељене Швајцарске висоравни, на приближно 380 метара надморске висине. Град је смештен у уској долини реке Лимат. Околина града је заталасана и густо насељена.
Клима: Клима у Бадену је умерено континентална.
Воде: Кроз Баден протиче река Лимат. Она дели град на западни и источни део.

## Историја
Подручје Бадена је било насељено још у време праисторије и Старог Рима, али није имало велики значај.
Данашње насеље са датим називом први пут се спомиње 1040. године као посед Хабзбурговаца. Ускоро град потпада под војводство Аргау. Међутим, војводство Берн је већ 1415. преотело град и околину. Оно је господарило Баденом следећих неколико векова и под утицајем Берна је уведена протестантска вера у 16. веку.
Током 18. века Баден се почиње развијати и јачати економски. Тада град добија одлике значајнијег насеља. У време Наполеона град је неколико година био седиште истоименог кантона, који је убрзо укинут. После тога град се наставио развијати на свим пољима, посебно као позната бања. Ово благостање града се задржало до дан-данас.

## Становништво
2008. Баден је имао близу 18.000 становника, што је 2,5 пута више него пре једног века. Од тога приближно 26,1% су страни држављани.
Језик: Швајцарски Немци чине традиционално становништво града и немачки језик је званични у граду и кантону. Међутим, градско становништво је током протеклих неколико деценија постало веома шаролико, па се на улицама Бадена чују бројни други језици. Тако данас немачки говори 83,8% градског становништва, а прате га италијански (3,3%) и српскохрватски језик (3,0%).
Вероисповест: Месни Немци су у 16. веку прихватили протестантизам. Међутим, последњих деценија у граду се знатно повећао удео римокатолика. Данас су веома бројни протестанти и римокатолици, а потом следе атеисти, муслимани, православци.

## Галерија слика
- Градска катедрала
- Градска кућа у старом језгру Бадена
- Стари наткривени мост од дрвета
- Нови део градског средишта